# 原正宏
原 正宏（はら まさひろ、1982年10月6日 - ）は、大阪府出身のサッカー指導者。

## 来歴
龍谷大学での指導を経て、2011年よりジェフユナイテッド千葉の通訳に就任。2013年は強化部に入り、2014年からは現場でテクニカルスタッフを務める。2017年4月よりヴィッセル神戸の強化部・強化担当に就任。

## 所属クラブ・学歴
- 2001年 - 2006年 龍谷大学
- 2007年 - 2010年 京都教育大学大学院

## 指導歴
- 2007年 - 2008年 龍谷大学サッカー部 監督
- 2009年 - 2010年 龍谷大学サッカー部 コーチ
- 2011年 - 2016年 ジェフユナイテッド市原・千葉
  - 2011年 - 2012年 通訳
  - 2013年 - 強化部
  - 2014年 - 2015年 テクニカルスタッフ
  - 2016年 強化部

- 2017年 - 2018年 ヴィッセル神戸　強化部
- 2019年 - 横浜F・マリノス テクニカルスタッフ